# Doreen Nabwire
Doreen Nabwire Omondi, née le 5 mars 1987 à Nairobi, est une footballeuse internationale kényane évoluant au poste de milieu de terrain.

## Biographie
Née à Nairobi, Doreen Nabwire grandit dans une famille de cinq enfants et commence le football à l'âge de dix ans. Elle joue de 2002 à 2009 au Mathare United. Elle rejoint en 2009 le Werder Brême en deuxième division allemande avant de jouer au FC Zwolle aux Pays-Bas. Elle retourne au Kenya en juillet 2011 et remporte avec le Matuu FC le championnat du Kenya 2012. En 2013, elle devient entraîneur assistant du MOYAS FC. Elle retourne en Allemagne pour la saison 2013-2014, évoluant au 1. FC Cologne alors en deuxième division. Elle y subit une blessure au genou qui mettra un terme à sa carrière.
Elle est en 2020 directrice adjointe des compétitions de la Fédération du Kenya de football. Elle est aussi à la tête du développement du football féminin au sein de la Fédération kényane, et intègre le groupe consultatif technique de la FIFA sur la croissance et l’avancement du football féminin en octobre 2021.

## Palmarès
- Matuu FC
  - Championnat du Kenya
    - Champion : 2012